# Combate de Orurillo
El combate de Orurillo fue el último enfrentamiento entre las fuerzas de ocupación bolivianas y milicias peruanas en el marco de la guerra entre Perú y Bolivia en abril de 1842. La victoria peruana permitió finalmente expulsar a las últimas tropas bolivianas en territorio peruano. 

## Antecedentes
En 1841 el presidente del Perú Agustín Gamarra intentó anexar Bolivia (el Alto Perú colonial), lo que le costó la vida el 18 de noviembre de ese mismo año en la batalla de Ingavi. En diciembre de 1841 ejército de Bolivia al mando del general José Ballivián invade el sur del Perú ocupando Moquegua, Tacna, Arica, Tarapacá. 
Entrando al mes de abril de 1842, el ejército boliviano regresaba de Sicuani y venían replegándose durante todo el primer trimestre del mismo año luego de las derrotas sufridas en el combate de los Altos de Chipe, la batalla de Tarapacá (1842) y el combate de Motoni, hasta concentrarse en el departamento de Puno.
En estas circunstancias el Prefecto del Departamento de Puno coronel Rudecindo Beltrán (natural de Santa Rosa), reorganizaba las fuerzas peruanas, para contener la invasión boliviana, incursionando en forma de guerrillas, impulsado por el patriotismo, táctica con la que se enfrenta a los invasores en Motoni, en las cercanías del pueblo de Pucará, donde el invasor fue vencido, con el consiguiente desbande de su tropa. Pero, como estos eran en número bastante superior, fácilmente se reorganizaban y continuaban su marcha esta vez con dirección a Azángaro, a fines del mes de marzo de 1842 y continuaban hacia el poblado de Asillo donde descansaban. Luego proseguían su marcha al pueblo de Orurillo, el 2 de abril del mismo año, al mando del coronel Juan M. Landívar con el batallón N° 18 con más de 300 hombres, pasando por las pampas de la hacienda Posoconi, donde tuvieron algunos percances con la aparición de los toros bravos de esa hacienda.
Conocedor de los avances bolivianos el Coronel Peruano Rudecindo Beltrán, que hasta entonces había formado su pequeño cuartel en el pueblo de San Antón; envió un destacamento de 40 hombres al mando del capitán Mariano Macedo (natural de Ayaviri y emparentado con familias orurilleñas), con el propósito de percatarse del movimiento del ejército boliviano y llegar a Ayaviri, para coordinar la resistencia. Las tropas del coronel Landívar habían avanzado su marcha y son vistos Posoconi y Caluyo, por el sargento mayor Pablo Pimentel (natural de Orurillo), que de inmediato da aviso al capitán Macedo, que con sus 40 hombres se encontraba en las proximidades del pueblo de Orurillo.

## El combate
En la tarde del 2 de abril, las tropas bolivianas llegaron a Orurillo, encontrando completamente tranquilo el poblado, sin indicios de resistencia, ya que sus habitantes a esas horas se encontraban en labores del campo. Toman el local municipal, donde el coronel Landívar dispone la ubicación de su comando y la disposición de los miembros de su ejército.
Mientras tanto el capitán Macedo, en forma oculta y sigilosa, junto con los Sargentos mayores de las Guardias naciones Pablo Pimentel y Francisco de Artajona, Sargentos Cataño y Ávila, Don Hipólito Valdez, Claudio Miranda, Manuel Valderrama y otros vecinos; toman acuerdos estratégicos, para sorprender en la noche a lo bolivianos y es así que se informan minuciosamente sobre el movimiento enemigo y resuelven atacarlos en la madrugada del 3 de abril, divididos en 04 secciones, disponiéndose el cierre de las bocacalles, por varones que solamente disponían de pistolas, fusiles, hondas, palos y otros objetos, previstos de cornetas y bombardas, y en la parte alta que es Santa Bárbara, se aprovisionan de camaretas que detonando dan impresión de cañones.
Las tropas peruanas comandadas por el teniente coronel Pablo Pimentel y el capitán Mariano Macedo llegaron a albergar alrededor de 250 entre caballería, infantería y población lugareña que se prestó a defender su territorio; se enfrentan a poco más de 300 soldados bolivianos que habían ocupado el pueblo de Orurillo.
Dada la orden de ataque por el capitán Macedo, se oyen voces de mando de diferentes sitios (Quienes se armaron de varias estrategias para derrotar conjuntamente a las tropas bolivianas), al constante repique de campanas, toque de cornetas, explosión de bombardas y camaretas, se crea una desesperante confusión en el ejército boliviano, siendo el ataque tenaz y violento por parte de la milicia peruana y orurilleños. Ambas bandos intercambiaron fuego cruzado para más tarde enfrentarse cuerpo a cuerpo, en el fragor de la lucha los bolivianos fueron rápidamente dominados y casi diezmados, habiendo escapado algunos miembros de la caballería. Obtenido el triunfo y ya al rayar el alba, quedaron prisioneros los jefes y oficiales del ejército vencido, entre ellos el coronel Landívar y los cadáveres de soldados bolivianos fueron enterrados en la plaza y en diferentes sitios del pueblo
Llegaron a ser capturados cerca de 100 hombres de tropa, varios jefes y oficiales, más de 100 fusiles y el equipaje de los invasores. Antes del  enfrentamiento en Orurillo se produjo una escena pintoresca, propia de un cuadro o una novela, cuando unos treinta toros bravos de los famosísimos de Posoconi, arremetieron contra los jinetes bolivianos y contra los infantes peruanos.
Así mismo por el camino en la quebrada de Ajnuiri bajaban una larga fila de llamas adornadas y con latas cargadas que parecían soldados armados.
Los armamentos y pertrechos arrebatados al enemigo, fueron traslados al pueblo de San Antón, en llamas por los campesinos, para ser entregados en el cuartel del coronel Rudecindo Beltrán en el pueblo de San Antón. 
En esta batalla sorpresiva, se cuenta que se presentaron momentos dramáticos, como el encuentro del Capitán Macedo con un oficial boliviano, con quien habían estado juntos cuando la confederación Perú-Boliviana existía, el oficial estaba normalmente herido, se dan el abrazo de despedida. También se hace referencia como anécdota al momento en el que el sargento Francisco Ávila amarraba las manos de un coronel boliviano, que dice: “No aprietes mucho, sargento” y este le contesta: “Es hora de apretar, coronel”. Igualmente, se cuenta, que los bolivianos que lograron escapar, desde la localidad de Carmen Alto vieron una larga fila de cactus que crecían a la salida del pueblo, manifestaron que muchos eran soldados peruanos, por el color verde que presentan estas plantas.
La noticia de la derrota fue un trago amargo para el general Ballivián y para toda su tropa, solo un acuerdo de paz frenaría el avance de las fuerzas peruanas. En el campamento de Orurillo durante el festejo de la victoria, se brindaba al honor de "Éramos menos, aún así vencimos".

## Consecuencias
Esta batalla fue decisiva, la cual selló el destino de liberar del territorio peruano a las últimas tropas del general Ballivián obligándolas a cruzar la frontera.
José Casimiro Ulloa ha afirmado que el hecho de armas de Orurillo tuvo decisiva influencia en el éxito de las negociaciones de paz del 7 de junio de 1842.
No fue parco el homenaje oficial contemporáneo a los héroes de la resistencia en 1842. Los vencedores de Motoni y Orurillo recibieron medallas de oro por parte del Gobierno nacional, con el lema e inscripción: "A los defensores de la Nación en el heroico departamento de Puno". En una proclama dirigida a los puneños el 18 de mayo de 1842 el general en jefe del ejército peruano, La Fuente, les dijo al hacer se cargo de su comando: "Habéis combatido por la independencia de la patria; nadie pue de disputaros la gloria de vuestra heroica resistencia. Vuestros generosos pechos han suplido la falta de elementos para rechazar al enemigo; en vuestras al mas nobles habéis encontrado recursos inesperados".

## Homenaje
Se concluye que antes de producirse la situación conflictiva entre Chile y el Perú para levantar el espíritu patriótico de los pueblos sureños que siempre combatieron por la integridad y soberanía nacional, fueron revisados los documentos históricos militares encontrando la Sorpresa de Orurillo y sus consecuencias; por lo que se dicta y es promulgada la Ley del 3 de enero de 1879, por el presidente Mariano Ignacio Prado; la cual indica: El pueblo de Orurillo es elevado a la categoría de “VILLA”, en justo reconocimiento de las valiosas acciones en defensa de la Patria; gracias a la valerosa intervención de los militares e hijos de ese pueblo, que arriesgaron sus vidas, a cuyas memorias rendimos un justo y reverente homenaje.